# Catedral de Nuestra Señora del Rosario (Cafayate)
La catedral de Nuestra Señora del Rosario o simplemente Catedral de Cafayate Es un monumento religioso de Argentina, sede del obispado católico de Cafayate, sufragáneo del arzobispado de Salta. Se ubica en la localidad de Cafayate, provincia de Salta. Se organiza de hecho como una prelatura territorial.
La construcción de la estructura data del año 1885. El objetivo era encontrar un nuevo sitio para reemplazar el edificio antiguo que estaba cayendo en ruinas.
La catedral se compone de cinco naves. Sólo hay tres estructuras de este tipo que sobreviven en América del Sur. El edificio está dedicado como su nombre lo indica a Nuestra Señora del Rosario, sigue el rito romano o latino y esta bajo la responsabilidad del obispo Demetrio Jiménez Sánchez-Mariscal.

## Véase también

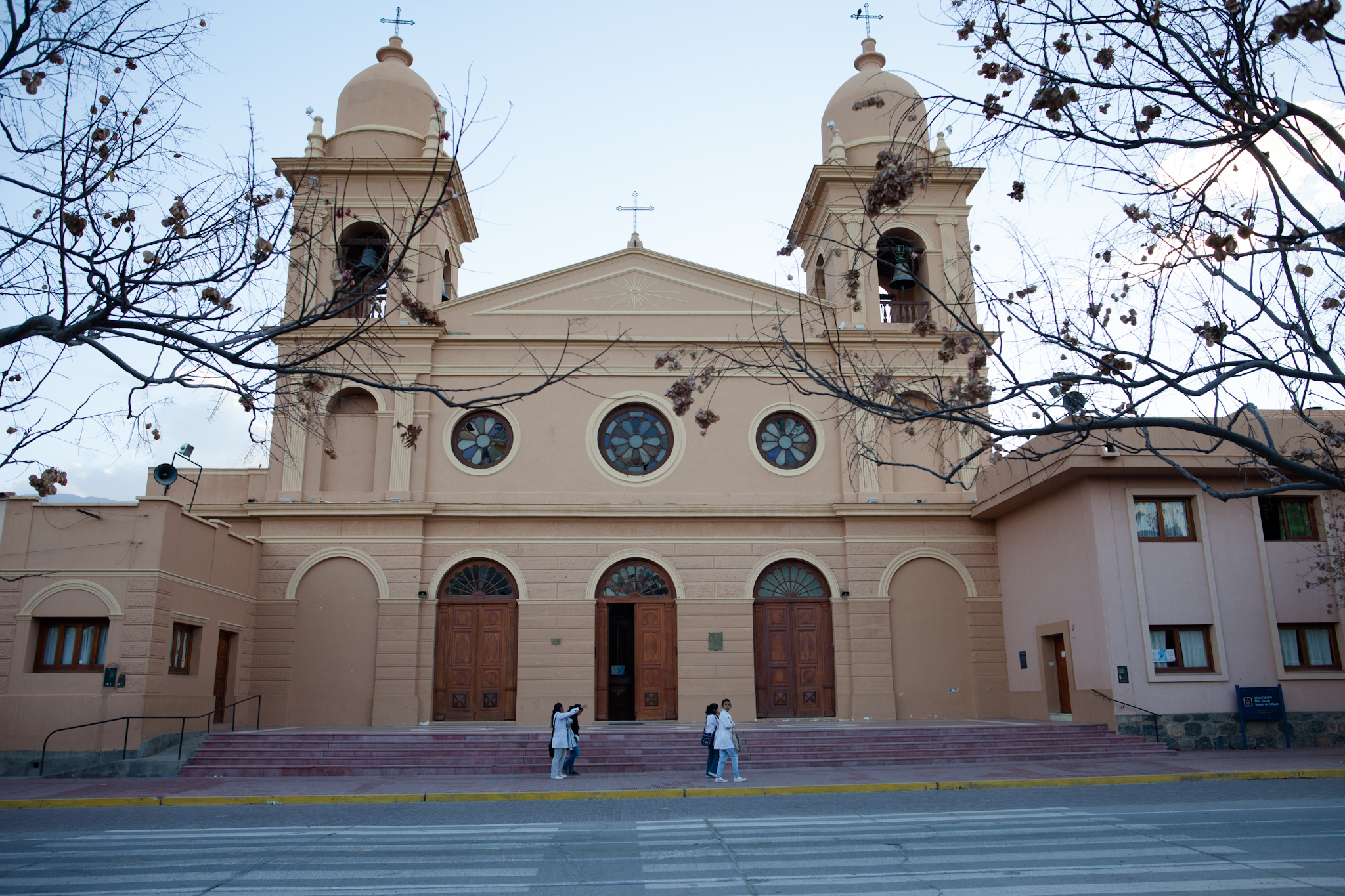
Otra vista del templo